# سفارت سوئد در آتن
سفارت سوئد در آتن (انگلیسی: Embassy of Sweden, Athens) سفارت و نماینده این کشور در شهر آتن است.